# 자율 최적화
휴대 전화 통신 기술에서 자율 최적화(self-optimization)는 토폴로지, 전파, 간섭 문맥에서 시스템 설정이 자율적이고 지속적으로 트래픽 프로파일과 네트워크 환경에 순응하는 과정이다. 자율 계획과 자율 치료와 함께 자율 최적화는 차세대 모바일 네트워크 연합이 제안한 자동 구성 네트워크(SON) 관리 패러다임의 주된 원칙들 가운데 하나이다. 자율 최적화의 자율적인 특징은 상기에 언급된 최적화 과정 중에 인간의 간섭이 아예 수반되지 않는다는 점이다.
제어공학 부문에서 산업 분야의 대부분의 콤팩트 컨트롤러는 연결 섹션에 대한 제어 변수의 자동 조정이 포함된다. 이 기능은 이른바 자동 튜닝(auto-tuning) 또는 자율 최적화라고 부른다. 일반적으로 2가지 다른 유형의 셀프 튜닝은 컨트롤러에서 이용이 가능하다: 진동 방식, 스텝 응답 방식.
이 용어는 컴퓨터 과학에서 전반적인 시스템의 손상에 대한 자체적인 목적을 추구하는 정보 시스템의 한 부분을 기술하기 위해서도 사용된다. 시스템 부품 간 낮은 수준의 자율 최적화는 결합(coupling)을 유발한다. 높은 수준의 자율 최적화는 응집을 유발한다.